# Karok
Los karok son una tribu india de California, cuyo nombre procede de yuruk “río abajo”, pero que se hacían llamar Olekwo’l “persona”. Se dividían en 50 poblados. El idioma karok sería una lengua aislada, aunque se ha especulado si podría estar relacionada con otras lenguas de la macrofamilia hokana. 

## Localización
Vivían a lo largo del bajo río Klamath y de la costa del Pacífico. Actualmente ocupan las reservas y tierras en Big Lagoon, Hoopa Valley, Resighini, Trinidad y Yurok, en California.

## Demografía
En 1870 eran unos 2.500 individuos, pero se redujeron a 500 en 1909. En 1960 había unos 957 en California. Según Asher eran 4500 en 1980, pero parece más ajustado pensar en un número de 1.200 para el año 1990.
Según datos del censo de 2000, había 3.164 puros, 272 mezclados con otras tribus, 1.329 mezclados con otras razas y 136 mezclados con otras razas y otras tribus. En total, 4.901 individuos.
Según datos de la BIA de 1995, en la Reserva Karuk vivían 5.956 habitantes (3.684 en el rol tribal). En el rancho de Quartz Valley, compartido con klamath y shasta, vivían 200 individuos (249 en el rol tribal).

## Costumbres
Su cultura es similar a la de los yurok. Sus poblados eran pequeñas colecciones de casas independientes que pertenecían a familias individuales, y no a una comunidad unificada con autoridad política total. Los residentes en los poblados se dividían los derechos de las áreas de subsistencia y los de ejecución de ciertos rituales, pero otros derechos, como los de pesca, caza y recolección, pertenecían a casas particulares. La conciencia de clase y la diferencia entre ricos y pobres era muy marcada. Estos derechos se adquirían por herencia, dote, dinero de sangre o por venta. Las ciudades también tenían casas de sudor, las cuales servían de dormitorio a los hombres y eran una unidad social básica, consistente en contados miembros en la banda paterna encabezados por el miembro más viejo. También tenían casas menstruales para las mujeres.
Llevaban en la cabeza una banda cubierta con plumas de gallo, rematadas con tripas de ciervo. Su economía se basaba en la pesca del salmón y la recolección de bellotas, y también realizaban cestería. Usualmente, proveían de canoas a los yurok, pues tenían acceso a los bosques de secoya. La riqueza se contaba en cinturones de conchas, tallas de obsidiana, cabelleras de pájaro carpintero y pieles de ciervo albino. Adquirir riquezas era el mayor ideal de los yurok y karok. Las riñas eran habituales, con el pago de dinero de sangre siguiendo una precisa escala de valores que dependían del carácter de la ofensa. El valor de la vida humana dependía de su estatus social.
La religión estaba comprometida con el esfuerzo individual para obtener bienes sobrenaturales, especialmente mediante rituales purificadores y ritos para el bienestar público. El más importante era el Ciclo de Renovación del Mundo, en el cual se aseguraba abundancia de alimento, riquezas y bienes. Incluía la recitación de fórmulas mágicas repitiendo las palabras de un anciano espíritu de casta y otros actos. También celebraban con los yurok y hupa la danza anual de la Piel del Ciervo Albino. El poder espiritual de curar enfermedades estaba reservado a las mujeres, lo cual les daba no solo prestigio sino también riquezas. Tanto los yurok como los karok celebraban el potlatch, con danzas de máscaras, arte representativo y otras artes propias de las tribus del noroeste.

## Historia
Se les consideraba la tribu más desarrollada del Norte de California. Se mantuvieron aislados de los blancos hasta bien entrado el siglo XIX. Teóricamente, formaban parte del Imperio Español, y desde 1821 de la República de México, pero nunca se les molestó.
Desde 1848, por el Tratado de Guadalupe-Hidalgo, pasaron a formar parte de los EE. UU. y, dentro de ellos, desde 1849 del Estado de California. Pero no tuvieron contacto real con los blancos hasta 1870, ya que en su territorio no había oro.
Desde entonces el alcohol, las enfermedades y la aculturación les ha hecho disminuir en número, y a finales del siglo XIX la BIA les cedió algunas reservas en su territorio original.